# Parastasia quadrimaculata
Parastasia quadrimaculata är en skalbaggsart som beskrevs av Ohaus 1900. Parastasia quadrimaculata ingår i släktet Parastasia och familjen Rutelidae. Inga underarter finns listade i Catalogue of Life.